# Saint-Dizier-Masbaraud
Saint-Dizier-Masbaraud é uma comuna francesa na região administrativa da Nova Aquitânia, no departamento de Creuse. Estende-se por uma área de 67.02 km². Em 2010 a comuna tinha 1 157 habitantes (densidade: 17,3 hab./km²).
Foi criada em 1 de janeiro de 2019, a partir da fusão das antigas comunas de Saint-Dizier-Leyrenne (sede da comuna) e Masbaraud-Mérignat.